# فینال جام حذفی فوتبال انگلستان ۱۹۹۵
فینال جام حذفی فوتبال انگلستان ۱۹۹۵، رقابت پایانی جام حذفی فوتبال انگلستان در سال ۱۹۹۵ میلادی است که مابین دو تیم باشگاه فوتبال اورتون و باشگاه فوتبال منچستر یونایتد در ورزشگاه ومبلی لندن برگزار شده‌است.
این مسابقه که در تاریخ ۲۰ مه ۱۹۹۵ انجام شده‌است با نتیجه ۱ بر ۰ به سود تیم باشگاه فوتبال اورتون به پایان رسید.